# Geheime Kabinettskanzlei

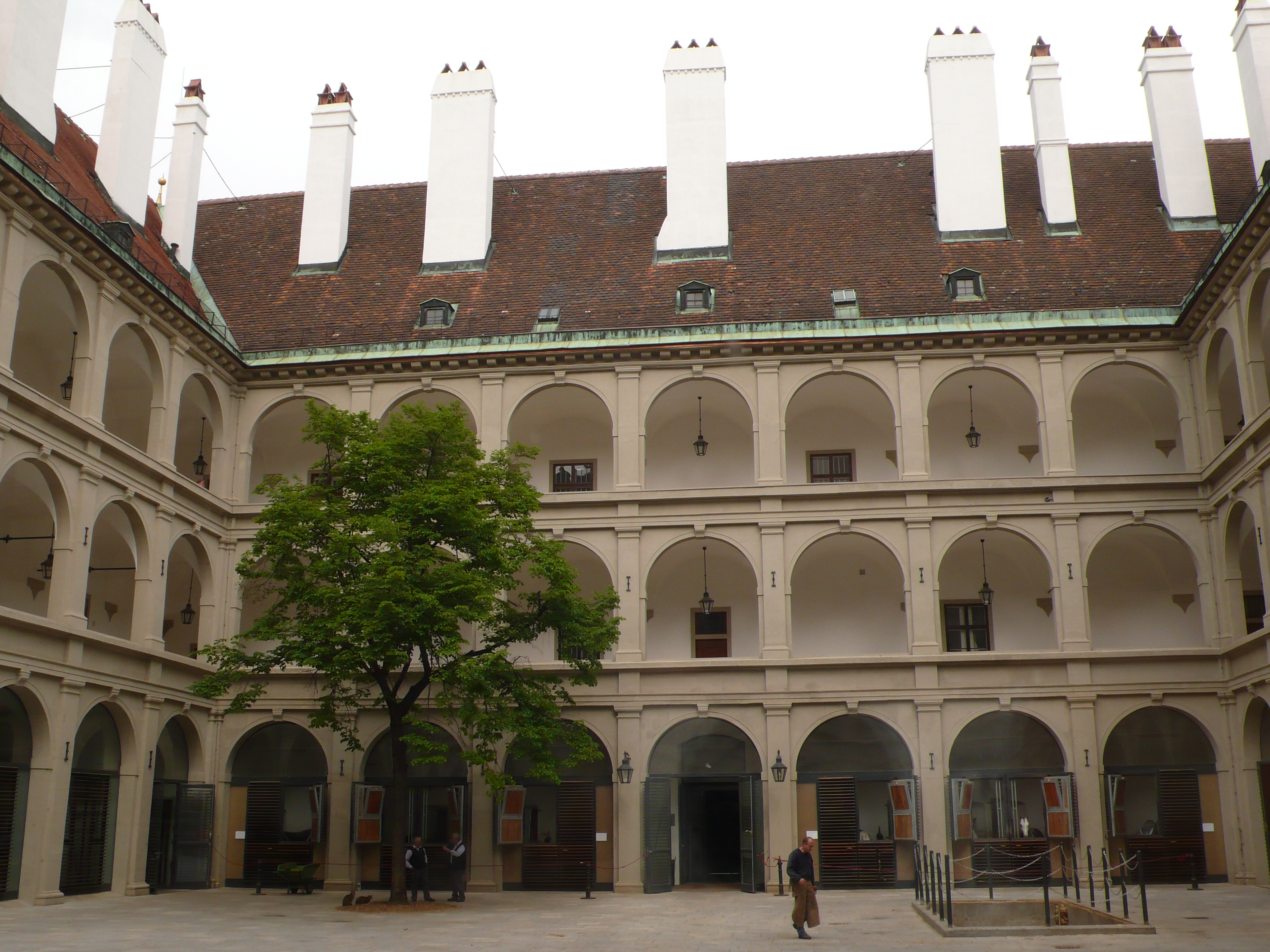
Die Wiener Stallburg war Sitz der Geheimen Kabinettskanzlei

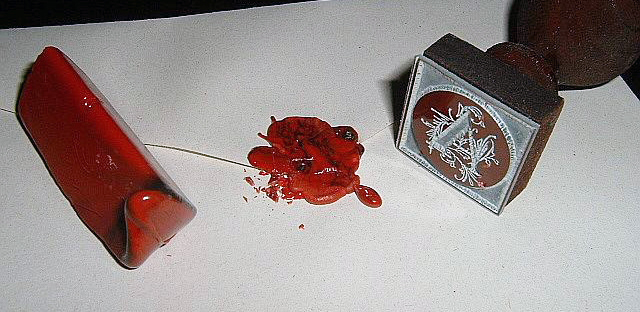
Der fachmännische Umgang mit Siegellack, Siegeln und Siegelstempel gehörte zur täglichen Routine

Die Geheime Kabinettskanzlei in Wien war die wohl bekannteste und eine der effizientesten „Schwarzen Kammern“, deren Aufgabe im 18. Jahrhundert es war, Post heimlich zu lesen. Im Laufe der Zeit kam auch immer stärker die Entzifferung verschlüsselter Nachrichten hinzu sowie sogar die Verfälschung der Informationen, also die Desinformation des Empfängers.
Die Geheime Kabinettskanzlei wurde im Jahr 1711 als Dechiffrier- und Fälschungskammer in der Stallburg, einem Seitenflügel der Wiener Hofburg, eingerichtet. Zur Tarnung wurde ihr Name mehrfach geändert in „Geheimes Ziffernwesen“, „Ziffernsekretariat“, „Kabinettsekretariat“, „Visitations- und Interzeptionsgeschäft“ bis schließlich „Geheime Kabinettskanzlei“. Ihre Blütezeit erlebte sie etwa in den Jahren von 1730 bis 1760, in der viele kompetente Experten für Fälschung und Entzifferung rund um die Uhr arbeiteten. Ihre Aufgabe war routinemäßig Post zu öffnen, hierzu auch Siegel zu schmelzen, Briefe zu lesen, gegebenenfalls abzuschreiben oder sogar zu fälschen, die Post wieder zu verschließen, zu versiegeln und wieder in den Postverkehr zurückzuschleusen. Dies geschah hochprofessionell organisiert und unter hohem Zeitdruck, damit die Zustellung der Briefe nicht merklich verzögert wurde. Die Angestellten der Geheimen Kabinettskanzlei wurden gut bezahlt und erhielten nicht selten kaiserliche Anerkennung in Form von Ehrungen, Ordensverleihungen und Beförderungen. Die Wiener Geheime Kabinettskanzlei galt zu dieser Zeit als die effizienteste ihrer Art in ganz Europa und damit der Welt.
Aufgelöst wurde die Kabinettskanzlei als Folge des politischen Umbruchs in Europa im Revolutionsjahr 1848.